# Джон Ванбізбрук
Джон Ванбізбрук (англ. John Vanbiesbrouck; 4 вересня 1963, м. Детройт, США) — американський хокеїст, воротар.
Виступав за «Су-Сен-Марі Грейгаунд» (ОХЛ), «Нью-Йорк Рейнджерс», «Тулса Ойлерс» (КХЛ), «Флорида Пантерс», «Філадельфія Флайєрс», «Нью-Йорк Айлендерс», «Нью-Джерсі Девілс».
В чемпіонатах НХЛ — 882 матчі, у турнірах Кубка Стенлі — 71 матч.
У складі національної збірної США учасник зимових Олімпійських ігор 1998 (1 матч), учасник чемпіонатів світу 1985, 1987, 1989 і 1991 (31 матч), учасник Кубка Канади 1987 і 1991 (5 матчів). У складі молодіжної збірної США учасник чемпіонату світу 1983.
Досягнення
- Фіналіст Кубка Канади (1991)
- Учасник матчу всіх зірок НХЛ (1994, 1996, 1997)

Нагороди
- Трофей Везини (1986).